# Стрельба из лука на летних Олимпийских играх 1984
Соревнования по стрельбе из лука на летних Олимпийских играх 1984 года проводились среди мужчин и женщин только в личном зачёте.

## Общий медальный зачёт
| Место | Страна           | Золото | Серебро | Бронза | Всего |
| ----- | ---------------- | ------ | ------- | ------ | ----- |
| 1     | США              | 1      | 1       | 0      | 2     |
| 2     | Республика Корея | 1      | 0       | 1      | 2     |
| 3     | Китай            | 0      | 1       | 0      | 1     |
| 4     | Япония           | 0      | 0       | 1      | 1     |

## Медалисты
| Дисциплина                | Золото                      | Серебро             | Бронза                       |
| ------------------------- | --------------------------- | ------------------- | ---------------------------- |
| Мужчины Личное первенство | Даррелл Пэйс США            | Ричард Маккинни США | Хироси Ямамото Япония        |
| Женщины Личное первенство | Со Хян Сун Республика Корея | Ли Линцзюань Китай  | Ким Джин Хо Республика Корея |